# Дендросициос
Дендроси́циос сокотранский, или огуречное дерево (лат. Dendrosicyos socotrana) — растение семейства Тыквенные, единственный вид монотипного рода Дендросициос (Dendrosicyos). Дерево представляет большой биологический интерес, так как это — единственное древесное растение этого семейства.
Ранее название рода Dendrosicyos считалось мужского рода, поэтому название вида писалось как Dendrosicyos socotranus; сейчас это название считается женского рода, поэтому правильным названием вида является Dendrosicyos socotrana:

## Распространение и экология
Огуречное дерево — эндемик острова Сокотра. Раньше дерево было довольно широко распространено на острове; встречалось на известняках. В настоящее время его популяция сильно сократилась из-за использования в виде корма верблюдам.

## Биологическое описание

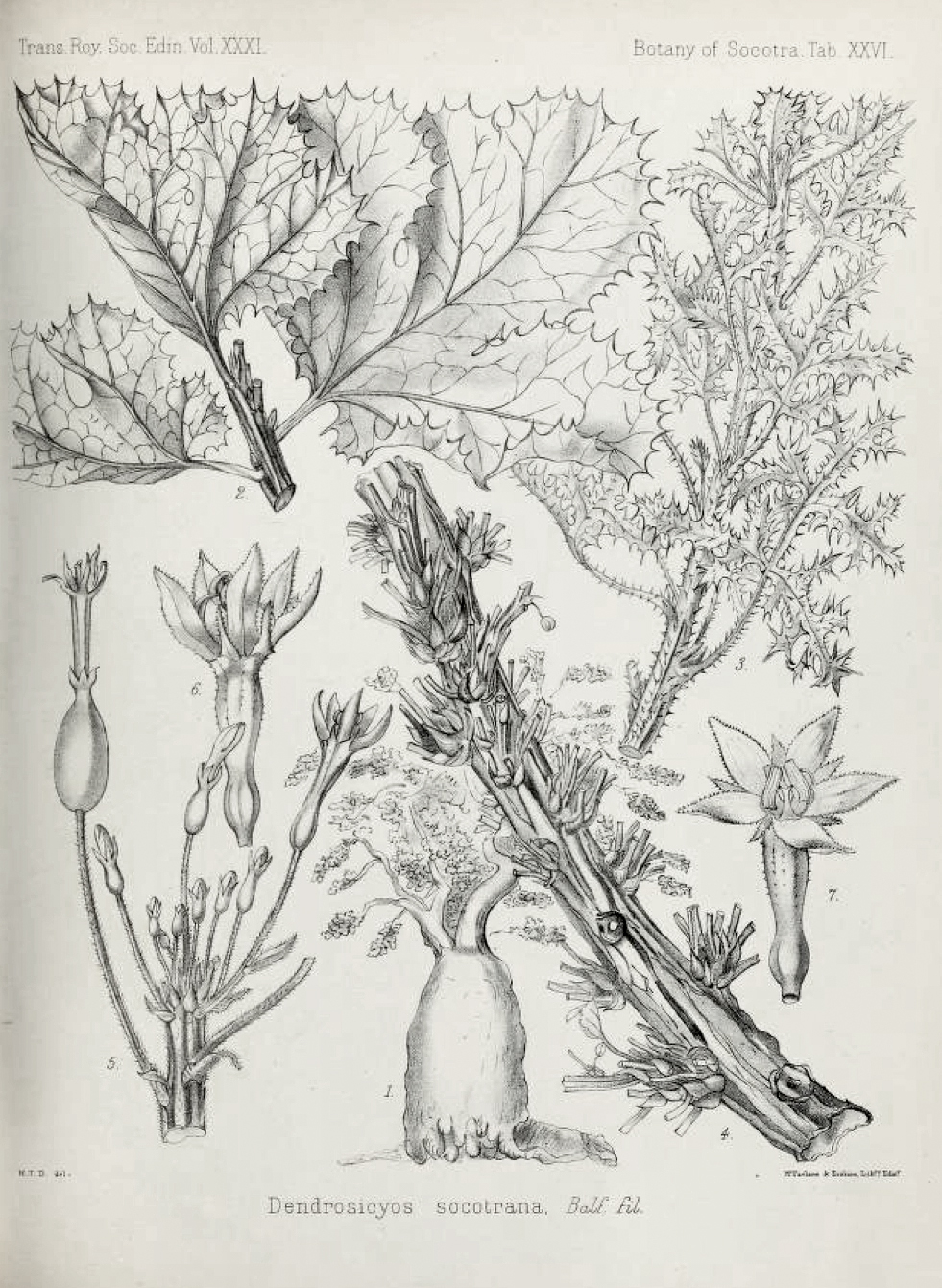

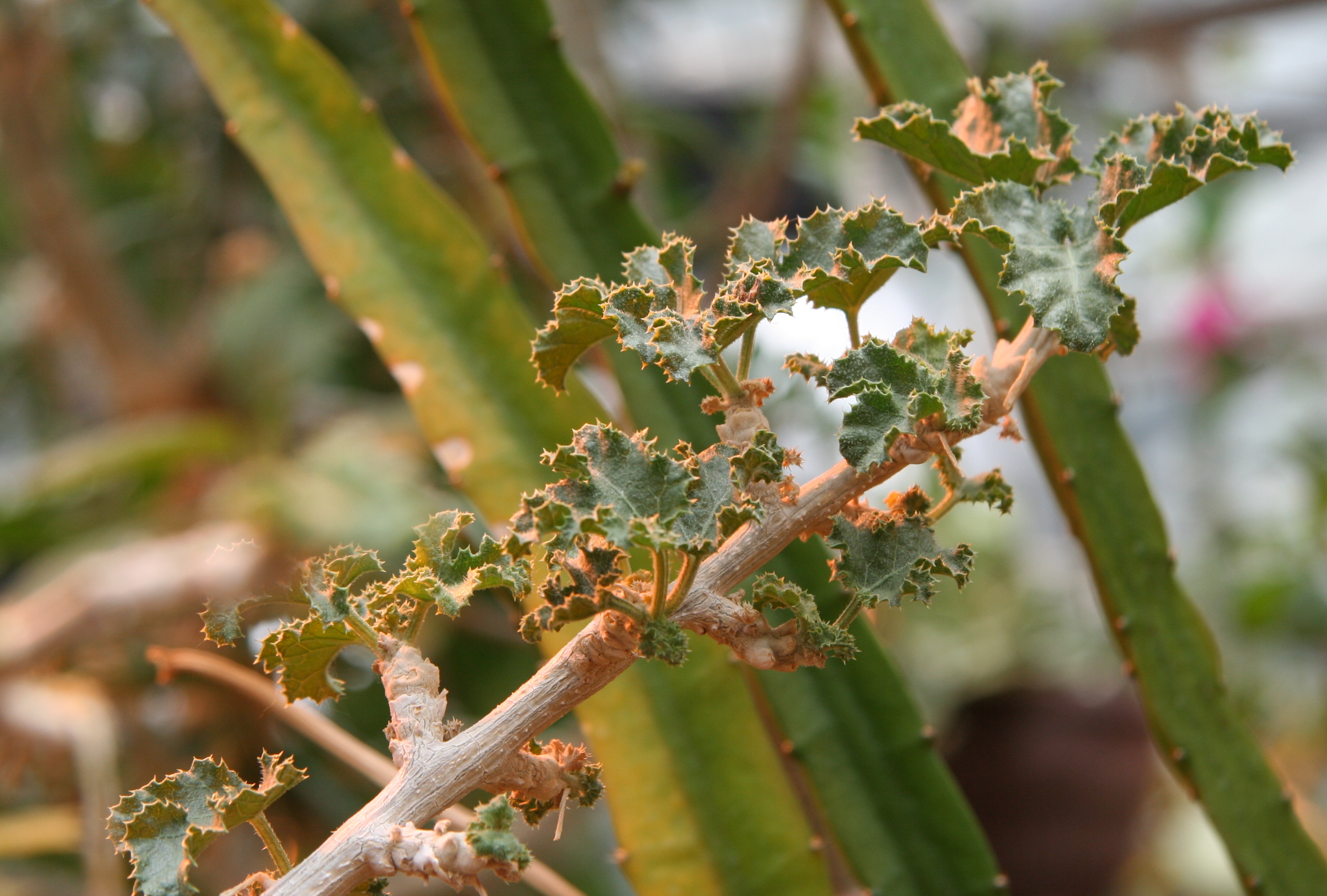
Листья Dendrosicyos socotrana

Узловатое суккулентное растение высотой до 7 м с голыми раздутыми от млечного сока, слегка конусовидными, стволом и главными ветвями. Они мелово-белого цвета, похожи на ноги слона. Ствол может достигать одного метра в диаметре. Ткань ствола — беловатая клетчатка, которая легко режется ножом. На верхушке несколько коротких толстых ветвей поднимают вверх негустую крону, состоящую из тонких колючих веточек с крупными, дланевидными, жёсткими, шероховатыми, морщинистыми, по краю шиповатыми, длинночерешковыми листьями.
Цветки мелкие, жёлтые, однополые, на длинных опушённых цветоножках, собраны в негустые соцветия. Плоды, напоминающие огурцы, усеяны шипами.